# Oromë
Oromë és, en la mitologia de J. R. R. Tolkien referida a la Terra Mitjana, un Vala, també conegut amb els noms d'Aldaron, Araw (Síndarin), Béma, Tauron, El caçador dels valar, El gran genet i Senyor dels boscos. És el germà de Nessa i el marit de Vana.
Durant els Dies dels dos arbres en què els Valar es retiraren de la Terra Mitjana, Oromë continuà caçant pels boscos d'aquestes terres, i va ser així com fou el primer dels Valar a descobrir els elfs a les ribes del llac Cuiviénen. Ell mateix els guià a Valinor en el gran viatge i fou el primer a anomenar-los Eldar.
Com a gran caçador se significà especialment en la seva lluita contra Morgoth.
És el portador del corn dels Valar (Valaróma) i munta un impressionant cavall (Nahar).